# 棘輪

齿轮①棘爪②以及固定用的基底③

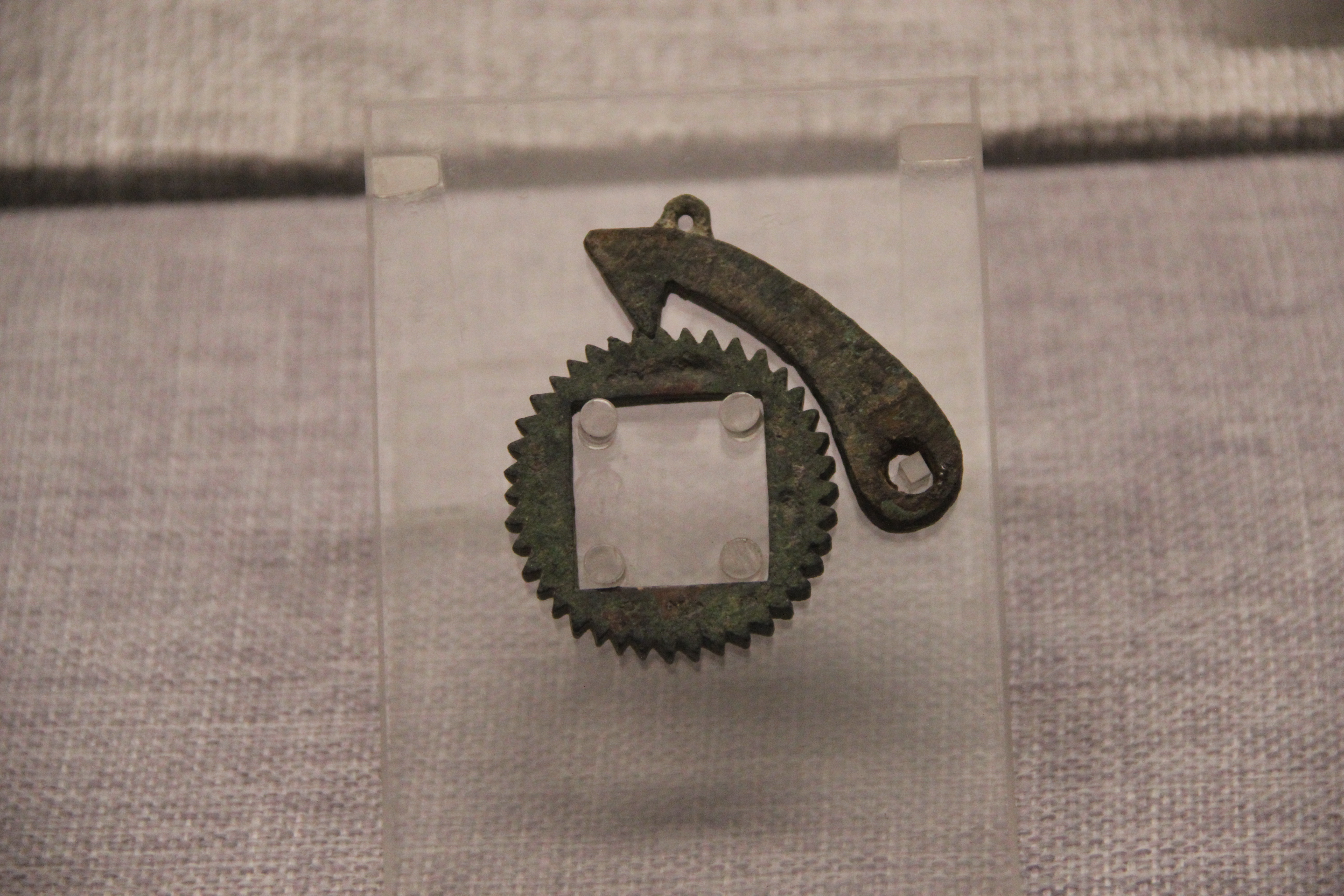
洛陽出土的戰國的東周王城遺址糧倉的棘輪，藏於洛陽博物館。

棘輪是一种使得线性往复运动或旋转运动保持单一方向的机械机构，用以防止传动机构逆转。它实际上是将前两种运动方式转换为单向步进运动的一种间歇运动机构。工作时伴有噪声和振动，因此工作频率也不能过高。

## 使用
棘輪機構被用在各種各樣的應用，包括這些：
- 絞盤
- 時鐘
- 後變速盤
- 千斤頂
- 雲霄飛車
- 束線帶
- 驗票閘門
- 手銬

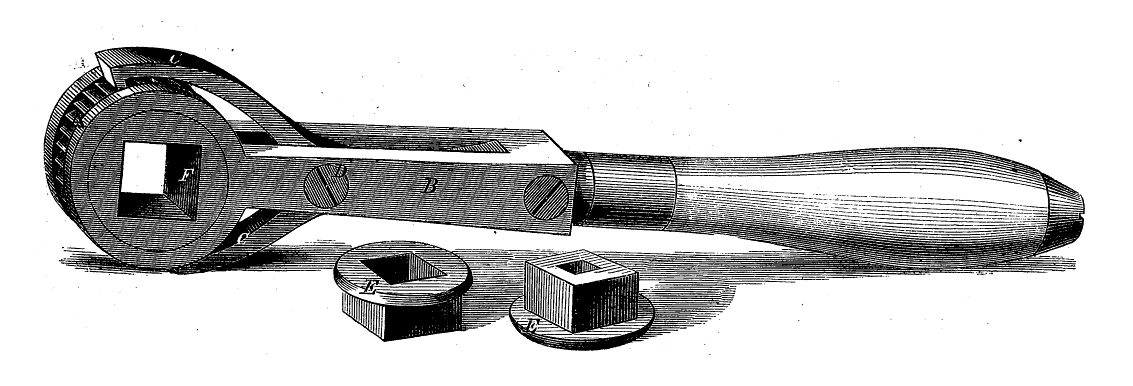
棘輪套筒扳手
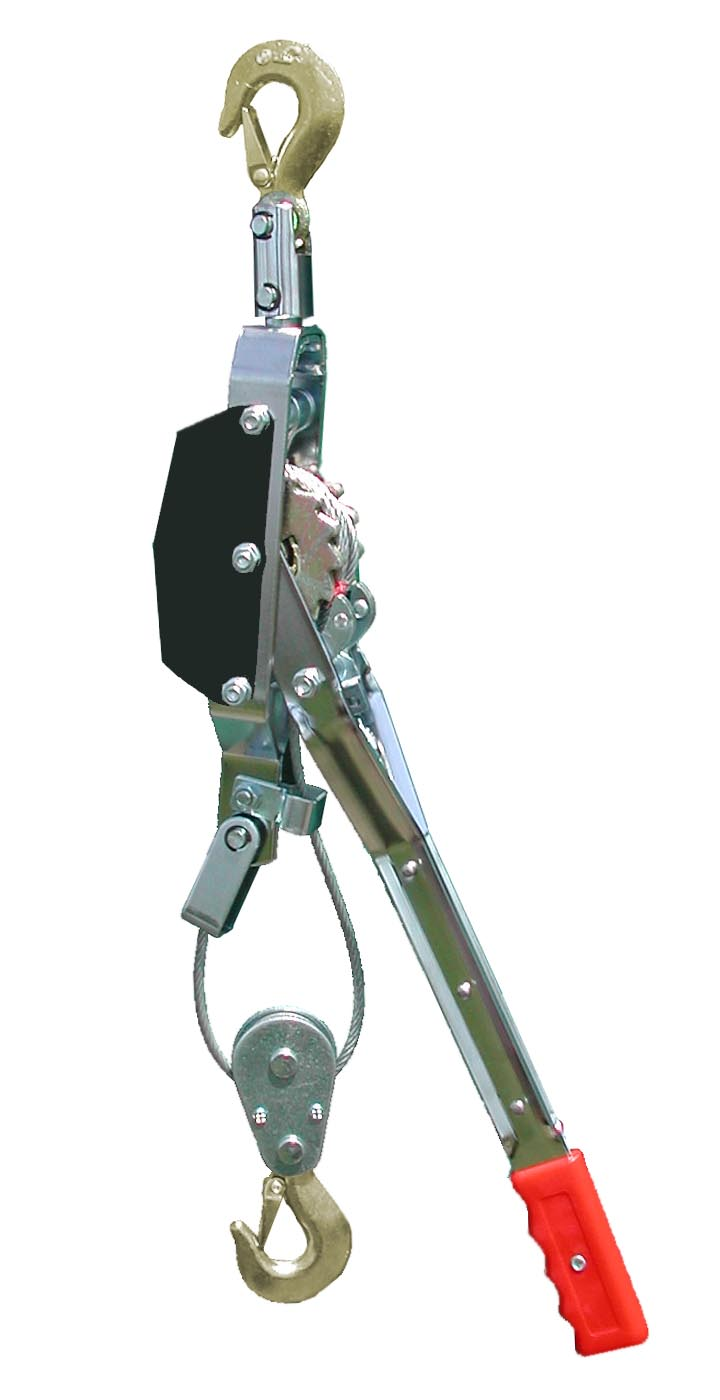
环链手扳葫芦
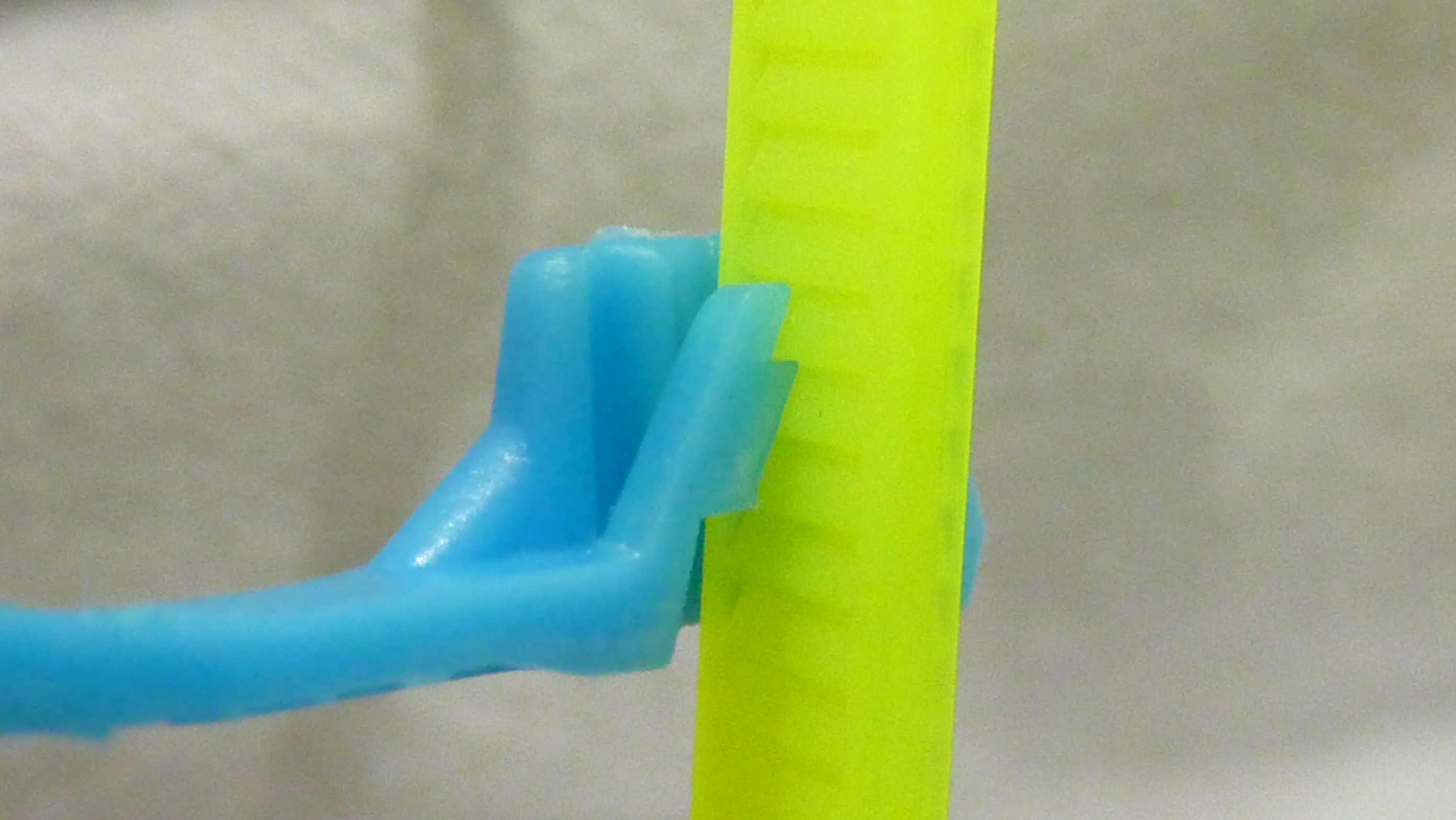
束線帶

- 棘輪套筒扳手
- 环链手扳葫芦（英语：Hoist (device)）
- 束線帶